# Till Then
"Till Then" to piosenka autorstwa Eddieiego Seiler’a, Sola Marcus’a i Guya Wood’a, opublikowana w 1944 roku.

## Inne wersje
- Laurindo Almeida
- James Brown (1964)
- Les Brown and his Orchestra (1944)
- The Classics (1963)
- Sammy Davis Jr. (1960)
- Geraldo and his Orchestra (1944)
- The Hilltoppers (1954)
- Leslie Hutchinson (1944)
- Norman Luboff Choir
- The Mills Brothers (1944)
- Tom Morrell & The Time-Warp Tophands
- The Orioles (1954)
- Ray Peterson (1960)
- Ruby & The Romantics
- Hank Thompson
- Chester Zardis
- Michael Bublé